# Емеринг (Округ Фирстенфелдбрук)
Емеринг (њем. Emmering) општина је у њемачкој савезној држави Баварска. Једно је од 23 општинска средишта округа Фирстенфелдбрук. Према процјени из 2010. у општини је живјело 5.929 становника. Посједује регионалну шифру (AGS) 9179119.

## Географски и демографски подаци
Емеринг се налази у савезној држави Баварска у округу Фирстенфелдбрук. Општина се налази на надморској висини од 515 метара. Површина општине износи 10,9 km². У самом мјесту је, према процјени из 2010. године, живјело 5.929 становника. Просјечна густина становништва износи 542 становника/km².